# Qaisar
Qaisar (árabe: قيصر) es la versión en idioma árabe del título César y se utiliza como nombre de pila en Arabia. Los árabes y persas llamaban a los emperadores romanos y luego bizantinos Qaisar-e-Rum (César de Roma). El sultán otomano Fâtih Sultan Mehmed también tomó el título de Kayser-i Rum (César de Roma, es decir, el Imperio Bizantino) después de conquistar Constantinopla, la moderna Estambul, el 29 de mayo de 1453. Los monarcas británicos también usaron el título Kaisar-i-Hind o César de la India a finales del siglo XIX y principios del siglo XX.

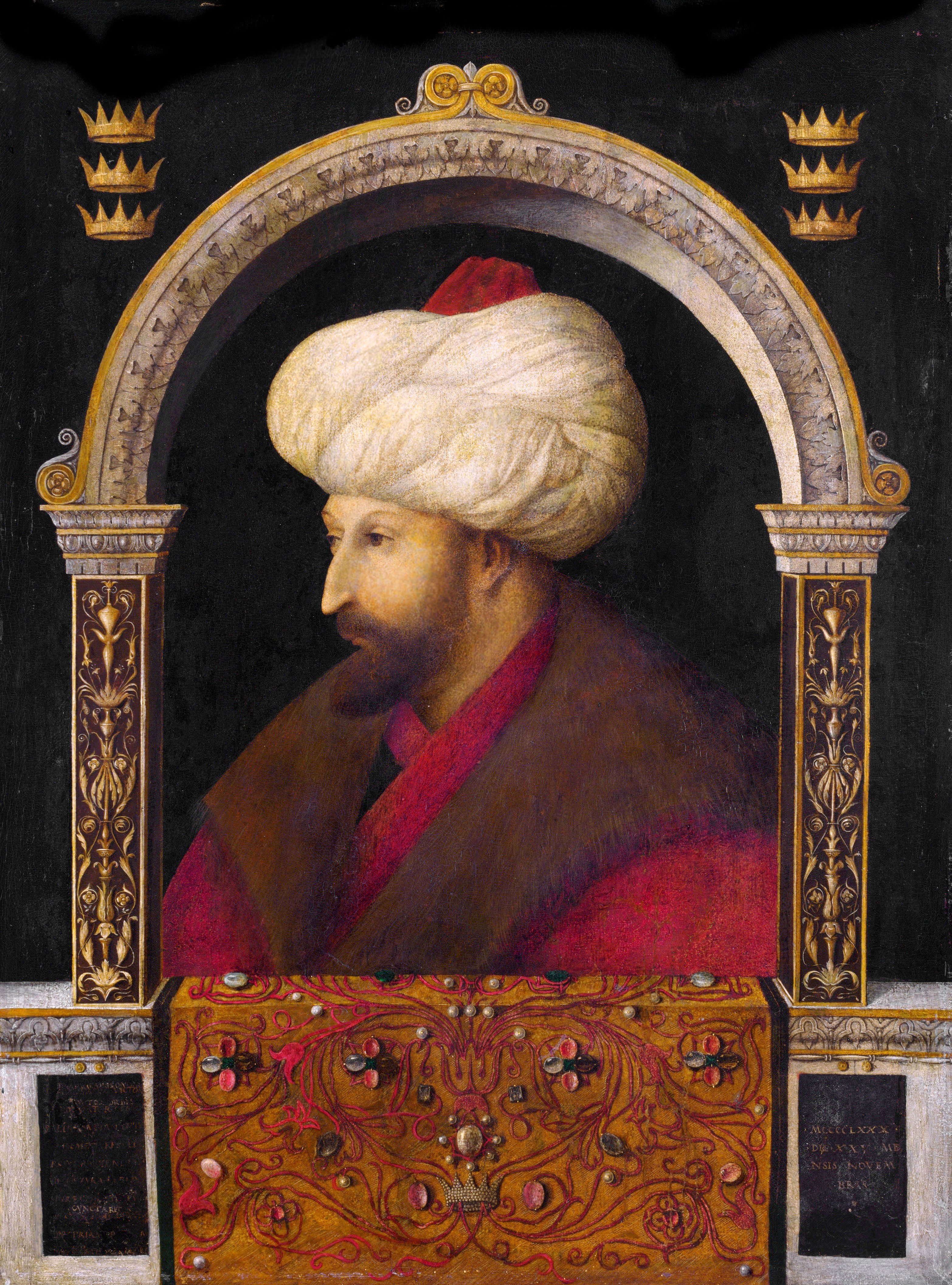
Mehmed II, primer y único emperador otomano que utilizó el título qaisar.